# 埃玛·奥克罗伊宁
埃玛·奥克罗伊宁（英語：Emma O'Croinin，2003年5月22日—），加拿大女子游泳运动员，2019年世界游泳锦标赛女子4×200米自由泳接力铜牌得主、2019年世界青年游泳锦标赛女子400米自由泳银牌得主、女子200米自由泳和女子4×200米自由泳接力铜牌得主。